# Chorloogiin Tschoibalsan

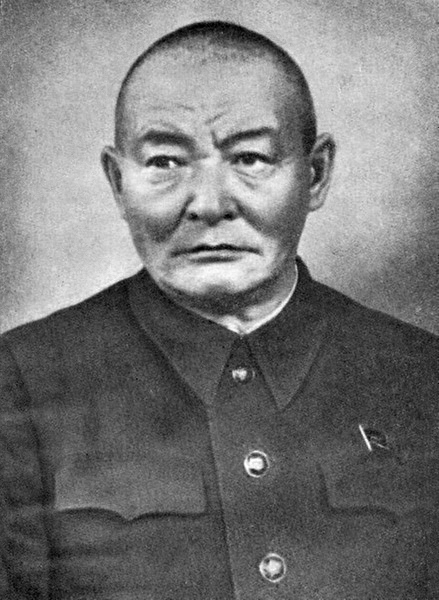
Chorloogiin Tschoibalsan

Chorloogiin Tschoibalsan (mongolisch Хорлоогийн Чойбалсан, ᠬᠣᠷᠯᠤ᠎ᠠ ᠶᠢᠨ ᠴᠣᠶᠢᠪᠠᠯᠰᠠᠩ; * 8. Februar 1895 im späteren Dornod-Aimag; † 26. Januar 1952 in Moskau; meist nur Tschoibalsan) war der kommunistische Führer der Mongolischen Volksrepublik von 1932 bis zu seinem Tod.

## Leben
Er diente sowohl als Staatspräsident (Vorsitzender des Kleinen Staats-Chural, 1929–1930) wie als Regierungschef (Vorsteher des Rats der Volkskommissare, 1939–1952) und dominierte lange die Politik des Landes. Militärisch war er Mitbegründer der Mongolischen Revolutionären Volksarmee und hatte den Rang eines Marschalls.
Tschoibalsan war ein getreuer Anhänger des sowjetischen Führers Stalin und verwirklichte dessen Politik in vielfältiger Weise. Er kam mit sowjetischer Unterstützung an die Macht, wegen der Unzufriedenheit Stalins mit dem mongolischen Kommunistenführer Peldschidiin Genden. Dessen Amtsenthebung 1936 und spätere Hinrichtung ermöglichte die Machtergreifung durch Tschoibalsan, der gewillt war, Stalins Befehle ohne Widerspruch auszuführen.
Als Staatschef

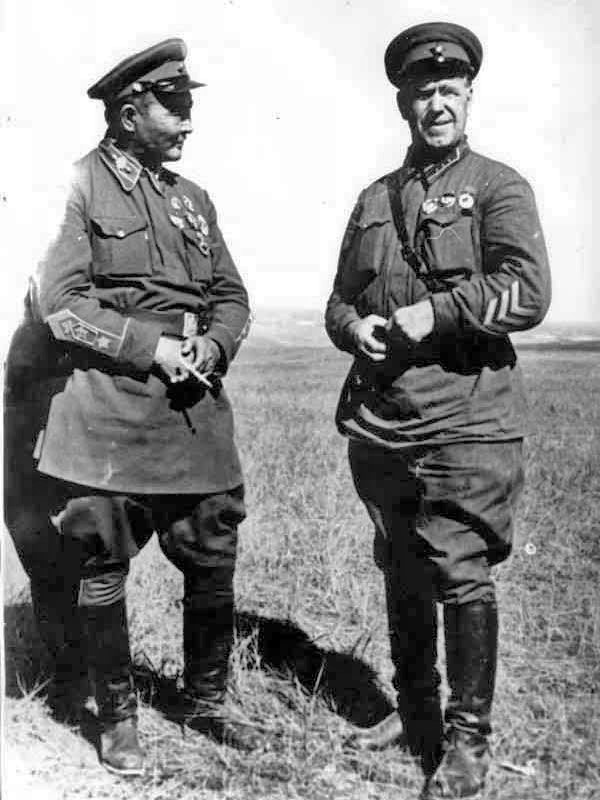
Tschoibalsan (links) mit Georgi Schukow während der Schlacht am Chalchin Gol

Die Herrschaft von Tschoibalsan gilt allgemein als die tyrannischste Phase der modernen mongolischen Geschichte. Unter seiner Führung wurden viele Säuberungen gegen „Volksfeinde“ durchgeführt. Diese konzentrierten sich auf religiöse Persönlichkeiten, die ehemalige Aristokratie und politische Dissidenten. Die Schätzungen über die Zahl der Opfer gehen stark auseinander, sind aber im Verhältnis zur Bevölkerungsgröße sehr hoch. Des Weiteren war Tschoibalsan Zentrum eines Personenkultes nach Stalins Muster. In seiner Zeit kam es zu wesentlichen Verbesserungen der Infrastruktur des Landes. So wurden mit sowjetischer Hilfe Straßen und Telefonlinien gebaut und die Alphabetisierung vorangetrieben.
Tschoibalsan starb 1952 in Moskau, wo er zu einer Behandlung wegen Nierenkrebs weilte.

## Nachwirken
Tschoibalsans Leichnam wurde von den Experten des Lenin-Mausoleums in Moskau konserviert. Er wurde in Ulaanbaatar in einem Mausoleum neben Süchbaatar beigesetzt; 2005 wurde das Mausoleum abgerissen und die sterblichen Überreste beider Staatsführer auf einen Gedenkfriedhof umgebettet. Bis heute trägt die ostmongolische Stadt Tschoibalsan den Namen des aus dieser Gegend stammenden Politikers, und vor der Nationaluniversität der Mongolei steht sein Denkmal.
Das Wirken Tschoibalsans ist in der modernen Mongolei umstritten. Manche sehen in ihm den mongolischen Helden, aber seine Kritiker schreiben dies der Wirkung seiner Propaganda und des Personenkultes zu. Einige Mongolen glauben, dass Tschoibalsan als Marionette Stalins wenig Handlungsfreiheit hatte.
Seine Partei, die Mongolische Revolutionäre Volkspartei, kritisierte ihn im Rahmen der Entstalinisierung 1956 für „Fehler“, wie seinen Personenkult. Sie gesteht heute ein, dass Tschoibalsan ein Tyrann war, beansprucht aber für sich die gleiche Opferrolle wie die übrigen Mongolen. Viele Parteimitglieder, besonders die Anhänger Gendens, waren während seiner Herrschaft den „Säuberungen“ zum Opfer gefallen.
In der DDR trug das Zentrale Pionierlager in Petzow den Namen Tschoibalsan.